# Currie Graham
Currie Graham (Hamilton, 26 febbraio 1967) è un attore canadese.

## Filmografia

### Cinema
- Milionario per caso (Money for Nothing), regia di Ramón Menéndez (1993)
- Amateur, regia di Hal Hartley (1994)
- Trust in Me, regia di Bill Corcoran (1996)
- One of Our Own, regia di David Winning (1997)
- Indagine pericolosa (The Arrangement), regia di Michael Ironside (1999)
- Una luce nelle tenebre (Black Light), regia di Michael Storey (1999)
- Edge of Madness, regia di Anne Wheeler (2002)
- Hip, Edgy, Sexy, Cool, regia di Robert B. Martin Jr. e Aaron Priest (2002)
- Angels Crest, regia di J. Michael Couto (2002)
- Rancid, regia di Jack Ersgard (2004)
- Assault on Precinct 13, regia di Jean-François Richet (2005)
- Stargate: L'arca della verità (Stargate: The Ark of Truth), regia di Robert C. Cooper – home video (2008)
- Henry's Crime, regia di Malcolm Venville (2010)
- Total Recall - Atto di forza (Total Recall), regia di Len Wiseman (2012) (non accreditato)
- Hitchcock, regia di Sacha Gervasi (2012)
- Cabin Fever: Patient Zero, regia di Kaare Andrews (2014)
- Kiss Me, regia di Jeff Probst (2014)
- Pompei (Pompeii), regia di Paul W. S. Anderson (2014)
- Havenhurst, regia di Andrew C. Erin (2016)
- USS Indianapolis (USS Indianapolis: Men of Courage), regia di Mario Van Peebles (2016)
- Blackmail, regia di Antony J. Bowman (2017)
- The 11th Green, regia di Christopher Munch (2020)
- Nato campione (Born a Champion), regia di Alex Ranarivelo (2021)
- Homestead, regia di Ben Smallbone (2024)

### Televisione
- Law & Order - I due volti della giustizia (Law & Order) – serie TV, episodi 2x12 e 21x06 (1992, 2022)
- In attesa dell'alba (Survive the Night), regia di Bill Corcoran – film TV (1993)
- Rapito per un giorno (Hostage for a Day), regia di John Candy – film TV (1994)
- Vicino all'assassino (Falling for You), regia di Eric Till – film TV (1995)
- Identità perduta (A Stranger to Love), regia di Peter Levin – film TV (1996)
- Oltre l'innocenza (Portraits of a Killer), regia di Bill Corcoran – film TV (1996)
- Nash Bridges – serie TV, episodio 2x07 (1996)
- E.R. - Medici in prima linea (ER) – serie TV, episodio 3x15 (1997)
- NYPD - New York Police Department (NYPD Blue) – serie TV, 21 episodi (1997-2005)
- Pacific Blue – serie TV, episodio 3x17 (1998)
- Oltre la maschera (Behind the Mask), regia di Tom McLoughlin – film TV (1999)
- The Wonder Cabinet, regia di Ralph Hemecker – film TV (1999)
- Susan (Suddenly Susan) – serie TV, 22 episodi (1999-2000)
- Philly – serie TV, episodio 1x04 (2001)
- 24 – serie TV, episodi 1x10-1x11 (2001)
- CSI - Scena del crimine (CSI: Crime Scene Investigation) – serie TV, episodi 2x07-6x23-6x24 (2001-2006)
- Giudice Amy (Judging Amy) – serie TV, episodio 3x22 (2002)
- The Division – serie TV, episodio 2x15 (2002)
- Witchblade – serie TV, episodio 2x06 (2002)
- Body & Soul – serie TV, 9 episodi (2002)
- Peacemakers - Un detective nel West (Peacemakers) – serie TV, episodio 1x08 (2003)
- Cowboys and Indians: The J.J. Harper Story, regia di Norma Bailey – film TV (2003)
- These Guys, regia di Gary Halvorson – film TV (2003)
- 111 Gramercy Park, regia di Bill D'Elia – film TV (2003)
- Codice Matrix (Threat Matrix) – serie TV, episodio 1x14 (2004)
- Detective Monk (Monk) – serie TV, episodio 2x13 (2004)
- CSI: Miami – serie TV, episodio 2x17 (2004)
- The Practice - Professione avvocati (The Practice) – serie TV, episodio 8x19 (2004)
- The Drew Carey Show – serie TV, episodio 9x17 (2004)
- Over There – serie TV, episodio 1x10 (2005)
- Deal, regia di Barnet Kellman – film TV (2005)
- Dr. House - Medical Division (House, M.D.) – serie TV, 4 episodi (2005-2006)
- Desperate Housewives – serie TV, 9 episodi (2005-2007)
- Boston Legal – serie TV, 9 episodi (2005-2008)
- Augusta, Gone, regia di Tim Matheson – film TV (2006)
- The Accidental Witness, regia di Kristoffer Tabori – film TV (2006)
- A.K.A., regia di Kevin Rodney Sullivan – film TV (2006)
- La chiave del sospetto (By Appointment Only), regia di John Faust – film TV (2007)
- Elijah, regia di Paul Unwin – film TV (2007)
- Would Be Kings – miniserie TV (2007)
- Men in Trees - Segnali d'amore (Men in Trees) – serie TV, 9 episodi (2007-2008)
- Criminal Minds – serie TV, episodio 4x09 (2008)
- Avvocati a New York (Raising the Bar) – serie TV, 25 episodi (2008-2009)
- Ghost Whisperer - Presenze (Ghost Whisperer) – serie TV, episodio 4x19 (2009)
- Lie to Me – serie TV, episodio 1x11 (2009)
- Castle – serie TV, episodio 2x19 (2010)
- The Closer – serie TV, episodio 6x01 (2010)
- Weeds – serie TV, episodio 6x03 (2010)
- Dark Blue – serie TV, episodio 2x07 (2010)
- Private Practice – serie TV, episodio 4x01 (2010)
- The Mentalist – serie TV, episodi 2x13-3x07 (2010)
- Fairly Legal – serie TV, episodio 1x06 (2011)
- Chaos – serie TV, episodio 1x02 (2011)
- Law & Order: LA – serie TV, episodi 1x15-1x19 (2011)
- Suits – serie TV, episodio 1x02 (2011)
- Grimm – serie TV, episodio 1x02 (2011)
- Fringe – serie TV, episodio 4x10 (2012)
- NCIS: Los Angeles – serie TV, episodio 3x14 (2012)
- Harry's Law – serie TV, episodio 2x21 (2012)
- The Exes – serie TV, episodio 2x07 (2012)
- Drop Dead Diva – serie TV, episodio 4x10 (2012)
- Arrow – serie TV, episodio 1x06 (2012)
- House of Lies – serie TV, 4 episodi (2012-2016)
- The Glades – serie TV, episodio 4x02 (2013)
- Franklin & Bash – serie TV, episodio 3x06 (2013)
- Grey's Anatomy – serie TV, episodio 10x09 (2013)
- Dallas – serie TV, episodi 3x03-3x04-3x05 (2014)
- Saving Hope – serie TV, episodio 3x10 (2014)
- Murder in the First – serie TV, 32 episodi (2014-2016)
- Mad Men – serie TV, episodio 7x13 (2015)
- Longmire – serie TV, episodi 4x03-5x08-6x07 (2015-2017)
- Agent Carter – serie TV, 7 episodi (2016)
- Westworld - Dove tutto è concesso (Westworld) – serie TV, episodi 1x01-2x04 (2016-2018)
- Chicago P.D. – serie TV, episodio 5x05 (2017)
- Ten Days in the Valley – serie TV, 5 episodi (2017)
- Kevin (Probably) Saves the World – serie TV, episodi 1x12-1x16 (2017)
- The Rookie – serie TV, 7 episodi (2018-2019-2021)
- Blue Bloods – serie TV, episodio 9x13 (2019)
- Project Blue Book – serie TV, 5 episodi (2019)
- Cardinal -serie TV, 4 episodi (2020)
- Reacher – serie TV (2022)
- La fantastica signora Maisel (The Marvelous Mrs. Maisel) – serie TV, episodio 5x02 (2023)

## Doppiatori italiani
Nelle versioni in italiano dei suoi lavori, Currie Graham è stato doppiato da:
- Roberto Pedicini in New York Police Department,  Avvocati a New York, The Mentalist
- Fabrizio Pucci in Monk, The Closer, Lie To Me
- Massimo De Ambrosis in Desperate Housewives, Criminal Minds, Arrow
- Maurizio Reti in 24, CSI: Miami
- Massimo Bitossi in Dr. House - Medical Division, Fringe
- Massimo Lodolo in Pompei, La fantastica signora Maisel
- Dario Oppido in Reacher, 1923
- Giorgio Borghetti in Susan
- Massimo Rossi in Una Luce nelle tenebre
- Roberto Certomà in CSI - Scena del crimine (ep. 2x07)
- Teo Bellia in CSI - Scena del crimine (ep. 6x23, 6x24)
- Enrico Pallini in Assault on Precinct 13
- Riccardo Rossi in Boston Legal
- Franco Mannella in Ghost Whisperer - Presenze
- Antonio Sanna in Private Practice
- Francesco Prando in Law & Order: LA
- Saverio Indrio in Suits
- Stefano Benassi in Grimm
- Sergio Lucchetti in Castle
- Vittorio Guerrieri in NCIS: Los Angeles
- Angelo Maggi in The Glades
- Carlo Cosolo in Grey's Anatomy
- Luca Semeraro in Murder in the First
- Antonio Palumbo in Mad Men
- Mario Cordova in USS Indianapolis
- Pierluigi Astore in Agent Carter
- Lucio Saccone in Westworld - Dove tutto è concesso
- Alessandro Budroni in Chicago P.D.
- Luciano Roffi in Ten Days in the Valley
- Walter Rivetti in The Rookie
- Renato Cecchetto in Blue Bloods
- Gianni Giuliano in Titans